# Ngonidzashe Makusha
Ngonidzashe Makusha (* 11. března 1987) je zimbabwský atlet, který se věnuje skoku do dálky a sprintu.
Na Letních olympijských hrách 2008 v Pekingu skončil v disciplíně skok do dálky na čtvrtém místě výkonem 819 cm. K třetímu místu Kubánce Ibrahima Camejo mu chyběl 1 cm a na čtvrtém místě skončil díky lepšímu druhému nejlepšímu skoku, protože s pátým Kubáncem Wilfredem Martinezem měl stejný nejlepší skok – 820 cm.